# Olympische Sommerspiele 2016/Tennis

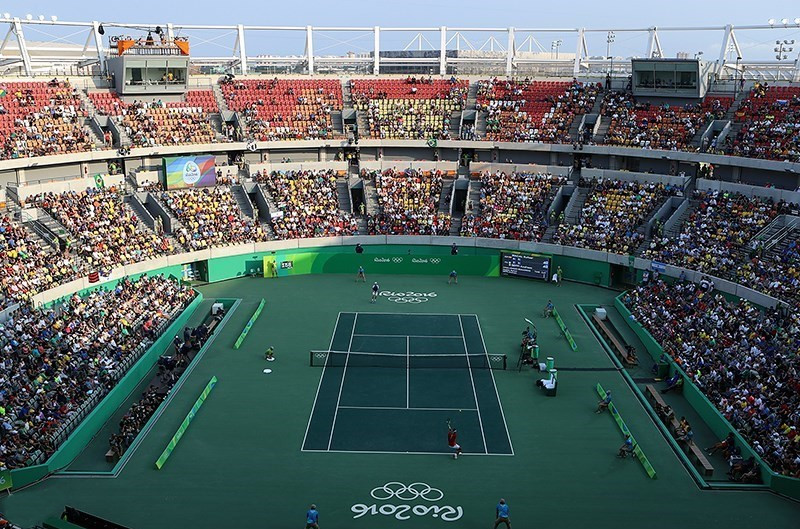
Spielszene Rafael Nadal gegen Andreas Seppi

Bei den Olympischen Spielen 2016 in Rio de Janeiro wurden vom 6. bis 14. August 2016 fünf Wettbewerbe im Tennis ausgetragen. Diese umfassten jeweils ein Einzel für Frauen und Männer sowie Doppelkonkurrenzen für Frauen, Männer und ein Mixed. Die Wettbewerbe fanden im eigens für die Spiele gebauten Olympischen Tenniszentrum im Barra da Tijuca statt, mit GreenSet war die Spieloberfläche ein Hartplatz. Der Center Court bat insgesamt 10.000 Zuschauern Platz.

## Wettbewerbe und Zeitplan
| Wettbewerbe und Zeitplan Tennis | Wettbewerbe und Zeitplan Tennis | Wettbewerbe und Zeitplan Tennis | Wettbewerbe und Zeitplan Tennis | Wettbewerbe und Zeitplan Tennis | Wettbewerbe und Zeitplan Tennis | Wettbewerbe und Zeitplan Tennis | Wettbewerbe und Zeitplan Tennis | Wettbewerbe und Zeitplan Tennis | Wettbewerbe und Zeitplan Tennis |
| Wettbewerbe                     | August                          | August                          | August                          | August                          | August                          | August                          | August                          | August                          | August                          |
| Männer                          | 6.                              | 7.                              | 8.                              | 9.                              | 10.                             | 11.                             | 12.                             | 13.                             | 14.                             |
| ------------------------------- | ------------------------------- | ------------------------------- | ------------------------------- | ------------------------------- | ------------------------------- | ------------------------------- | ------------------------------- | ------------------------------- | ------------------------------- |
| Einzel                          | 1R                              | 1R                              | 2R                              | 2R                              |                                 | AF                              | VF                              | HF                              | /                               |
| Doppel                          | 1R                              | 1R                              | AF                              | VF                              |                                 | HF                              | /                               |                                 |                                 |
| Frauen                          | 6.                              | 7.                              | 8.                              | 9.                              | 10.                             | 11.                             | 12.                             | 13.                             | 14.                             |
| Einzel                          | 1R                              | 1R                              | 2R                              | AF                              |                                 | VF                              | HF                              | /                               |                                 |
| Doppel                          | 1R                              | 1R                              | AF                              | AF                              |                                 | VF                              | HF                              |                                 |                                 |
| Mixed                           | 6.                              | 7.                              | 8.                              | 9.                              | 10.                             | 11.                             | 12.                             | 13.                             | 14.                             |
| Doppel                          |                                 |                                 |                                 |                                 |                                 | AF                              | VF                              | HF                              | /                               |

| 1/2R | 1./2. Runde | AF | Achtelfinale | VF | Viertelfinale | HF | Halbfinale | / | Kleines/Großes Finale |

## Herren

### Einzel
| Platz | Land               | Spieler               |
| ----- | ------------------ | --------------------- |
| 1     | Großbritannien     | Andy Murray           |
| 2     | Argentinien        | Juan Martín del Potro |
| 3     | Japan              | Kei Nishikori         |
| 4     | Spanien            | Rafael Nadal          |
| 5     | Spanien            | Roberto Bautista Agut |
| 5     | Brasilien          | Thomaz Bellucci       |
| 5     | Frankreich         | Gaël Monfils          |
| 5     | Vereinigte Staaten | Steve Johnson         |

### Doppel
| Platz | Land               | Spieler                            |
| ----- | ------------------ | ---------------------------------- |
| 1     | Spanien            | Marc López Rafael Nadal            |
| 2     | Rumänien           | Florin Mergea Horia Tecău          |
| 3     | Vereinigte Staaten | Steve Johnson Jack Sock            |
| 4     | Kanada             | Daniel Nestor Vasek Pospisil       |
| 5     | Brasilien          | Marcelo Melo Bruno Soares          |
| 5     | Spanien            | Roberto Bautista Agut David Ferrer |
| 5     | Österreich         | Oliver Marach Alexander Peya       |
| 5     | Italien            | Fabio Fognini Andreas Seppi        |

## Damen

### Einzel
| Platz | Land               | Spielerin        |
| ----- | ------------------ | ---------------- |
| 1     | Puerto Rico        | Mónica Puig      |
| 2     | Deutschland        | Angelique Kerber |
| 3     | Tschechien         | Petra Kvitová    |
| 4     | Vereinigte Staaten | Madison Keys     |
| 5     | Ukraine            | Elina Switolina  |
| 5     | Deutschland        | Laura Siegemund  |
| 5     | Russland           | Darja Kassatkina |
| 5     | Großbritannien     | Johanna Konta    |

### Doppel
| Platz | Land              | Spielerin                             |
| ----- | ----------------- | ------------------------------------- |
| 1     | Russland          | Jekaterina Makarowa Jelena Wesnina    |
| 2     | Schweiz           | Martina Hingis Timea Bacsinszky       |
| 3     | Tschechien        | Lucie Šafářová Barbora Strýcová       |
| 4     | Tschechien        | Andrea Hlaváčková Lucie Hradecká      |
| 5     | Chinesisch Taipeh | Chan Hao-ching Chan Yung-jan          |
| 5     | Spanien           | Garbiñe Muguruza Carla Suárez Navarro |
| 5     | Italien           | Sara Errani Roberta Vinci             |
| 5     | Russland          | Darja Kassatkina Swetlana Kusnezowa   |

## Mixed
| Platz | Land               | Spieler/in                      |
| ----- | ------------------ | ------------------------------- |
| 1     | Vereinigte Staaten | Bethanie Mattek-Sands Jack Sock |
| 2     | Vereinigte Staaten | Venus Williams Rajeev Ram       |
| 3     | Tschechien         | Lucie Hradecká Radek Štěpánek   |
| 4     | Indien             | Sania Mirza Rohan Bopanna       |
| 5     | Brasilien          | Teliana Pereira Marcelo Melo    |
| 5     | Rumänien           | Irina-Camelia Begu Horia Tecău  |
| 5     | Großbritannien     | Heather Watson Andy Murray      |
| 5     | Italien            | Roberta Vinci Fabio Fognini     |

## Medaillenspiegel
| Platz | Land               | G | S | B | Gesamt |
| ----- | ------------------ | - | - | - | ------ |
| 01    | Vereinigte Staaten | 1 | 1 | 1 | 3      |
| 02    | Großbritannien     | 1 | – | – | 1      |
| 02    | Puerto Rico        | 1 | – | – | 1      |
| 02    | Russland           | 1 | – | – | 1      |
| 02    | Spanien            | 1 | – | – | 1      |
| 06    | Argentinien        | – | 1 | – | 1      |
| 06    | Deutschland        | – | 1 | – | 1      |
| 06    | Rumänien           | – | 1 | – | 1      |
| 06    | Schweiz            | – | 1 | – | 1      |
| 10    | Tschechien         | – | – | 3 | 3      |
| 11    | Japan              | – | – | 1 | 1      |
| Total | Total              | 5 | 5 | 5 | 15     |

## Modus
Das olympische Turnier wurde wie die Turniere der ATP World Tour bzw. der WTA Tour von der ersten Runde an im K.-o.-Verfahren gespielt. Die Paarungen der ersten Runde wurden ausgelost. Eine Setzliste verhinderte, dass die bestplatzierten Spieler der Weltrangliste früh aufeinandertrafen könnten. Die Sieger der Halbfinals spielten um die Goldmedaille, die Verlierer um die Bronzemedaille. Die Spiele wurden auf zwei Gewinnsätze gespielt, nur das Finale im Männer-Einzel auf drei Gewinnsätze. Im Gegensatz zu den vergangenen Olympischen Spielen wurden keine Weltranglistenpunkte mehr vergeben.

## Stuhlschiedsrichter
Insgesamt wurden 26 Stuhlschiedsrichter nominiert, die in allen fünf Wettbewerben zum Einsatz kamen. Davon waren zehn Frauen und sechzehn Männer, von allen Kontinenten.
- Mariana Alves (Finale Damendoppel)
- Eva Asderaki-Moore
- Carlos Bernardes
- Miriam Bley
- John Blom
- Jaume Campistol
- Marija Čičak (Finale Dameneinzel)
- Mohamed El Jennati
- Jake Garner
- Ashraf Hamouda
- Nico Helwerth
- Alison Hughes (Finale Herrendoppel)
- Emmanuel Joseph
- James Keothavong (Finale Mixeddoppel)
- Julie Kjendlie
- Pascal Maria (Finale Herreneinzel)
- Gianluca Moscarella
- Ali Nili
- Kader Nouni
- Carlos Ramos
- Thomas Sweeney
- Félix Torralba
- Marijana Veljović
- Paula Vieira Souza
- Tamara Vrhovec
- Zhang Juan

## Qualifikation

### Qualifikationskriterien
Pro NOK dürfen maximal je sechs Frauen und Männer teilnehmen. Bis zu vier Quotenplätze kann die ITF per Einladung vergeben. Im Einzel starten 64 Athleten, im Frauen- und Männer-Doppel 32 Paare und im Mixed-Doppel 16 Paare. Im Einzel dürfen maximal vier Athleten pro Land und Geschlecht eingesetzt werden, in den Doppeln maximal zwei Paare pro Land und Geschlecht.
Die Qualifikationskriterien gelten für Frauen und Männer. 56 der 64 Einzelstarter und 24 der 32 Doppelpaare qualifizieren sich direkt über die Weltrangliste zum Stichtag 6. Juni 2016, direkt nach den French Open. Befinden sich mehr als vier Athleten bzw. mehr als zwei Doppel eines Landes auf besagten Plätzen der Weltrangliste, so rücken entsprechend Athleten auf den folgenden Plätzen nach. Die weiteren Startplätze werden auch durch die Weltrangliste vergeben, allerdings unter Berücksichtigung kontinentaler Mindestquoten und nicht mehr an NOKs, die bereits Athleten qualifiziert hatten. Die Startplätze für das Mixed-Doppel vergibt die ITF nach Abschluss der Qualifikation. Nur Athleten, die auch in einem anderen Wettbewerb qualifiziert sind, dürfen im Mixed starten. Es können sich nur Athleten qualifizieren, die zwischen 2013 und 2016 mindestens zwei Einsätze bei einem Davis-Cup- bzw. Fed-Cup-Spiel hatten, wobei einer der Einsätze in den Jahren 2015 oder 2016 erfolgt sein muss. Doppelspieler, die zum 6. Juni 2016 in den Top Ten der Weltrangliste standen, waren direkt qualifiziert und durften einen beliebigen Partner wählen, sofern dieser in der Weltrangliste, mit beliebiger Platzierung, gelistet war.

### Qualifizierte Athleten
Am 30. Juni gab die ITF die Liste der qualifizierten Spieler bekannt. Insgesamt qualifizierten sich Athleten aus 51 unterschiedlichen NOKs für die olympischen Turniere.
Quotenplätze der Tripartite Commission gingen bei den Damen an Verónica Cepede Royg aus Paraguay und Stephanie Vogt aus Liechtenstein. Beide hatten bereits 2012 einen Quotenplatz erhalten. Bei den Herren erhielten Damir Džumhur aus Bosnien und Herzegowina sowie Darian King aus Barbados einen Quotenplatz. Die ITF vergab in den Einzelkonkurrenzen zusätzlich insgesamt sechs Wildcards. Bei den Damen gingen diese an Teliana Pereira, Zwetana Pironkowa, Hsieh Su-wei, Francesca Schiavone, Nao Hibino und Ons Jabeur, bei den Herren an Rogério Dutra da Silva, Dustin Brown, Kyle Edmund, Robin Haase, Jerzy Janowicz und Gastão Elias. Im Herrendoppel wurden acht Wildcards an die Nationen Brasilien, Chile, Großbritannien, Neuseeland, Slowakei, Tschechien, Ukraine und Belarus vergeben. Im Damendoppel erhielten ebenfalls acht Nationen eine Wildcard: Brasilien, China, Italien, Japan, Kanada, Taiwan, Ungarn und Ukraine. Für das Mixed wurden keine Wildcards vergeben, da sich dieses Feld ausschließlich aus Teilnehmern der anderen Felder zusammensetzte.

### Absagen
Obwohl sie sich für die Spiele qualifizierten und auch von ihren NOKs für die Teilnahme nominiert waren, hatten Simona Halep, Karolína Plíšková, Tomáš Berdych, Milos Raonic, Michail Kukuschkin, Bob und Mike Bryan wegen des Zika-Virus ihre Teilnahme abgesagt. Dominika Cibulková verzichtet aufgrund einer Knieverletzung, Wiktoryja Asaranka aufgrund ihrer Schwangerschaft auf eine Teilnahme.
Richard Gasquet, Bronzegewinner im Doppel von 2012, musste seine Teilnahme aufgrund einer Rückenverletzung absagen. Für ihn rückten Benoît Paire im Einzel sowie Gaël Monfils im Doppel nach. Roger Federer gab am 26. Juli bekannt, dass er die laufende Saison aufgrund einer Knieverletzung vorzeitig beenden müsse. Am 29. Juli 2016 sagte Philipp Petzschner seinen Start ab, der mit Philipp Kohlschreiber im Doppel spielen sollte. Als Ersatz war Alexander Zverev vorgesehen, der aber einen Tag später seine Teilnahme verletzungsbedingt ebenfalls absagte. Aus verschiedenen Gründen schlugen außerdem Dominic Thiem, Lleyton Hewitt, Nick Kyrgios, Bernard Tomic, John Isner, Jiří Veselý, Feliciano López, Sam Querrey, Marcos Baghdatis, Oleksandr Dolhopolow, Ivo Karlović, Ernests Gulbis, Stan Wawrinka und Belinda Bencic eine Teilnahme aus.